# Westenhellweg (Dortmund)
Der Westenhellweg ist ein Teil der zentralen Einkaufsstraße in der Dortmunder Innenstadt. Er liegt gegenüber der Kampstraße, welche zurzeit zu einer Flaniermeile umgebaut wird.
Der Westenhellweg folgt der mittelalterlichen Heer- und Handelsstraße Hellweg, die schon von Karl dem Großen genutzt wurde. Zusammen mit dem Ostenhellweg bildet er den Verlauf des alten Weges innerhalb der historischen Mauern des mittelalterlichen Dortmunds. Im Herzen der Innenstadt gelegen gehört der Westenhellweg laut einer Untersuchung von Jones Lang LaSalle im Jahr 2018 mit 10.180 Besuchern pro Stunde in Spitzenzeiten zu den 10 meistbesuchten Einkaufsmeilen in Deutschland. Hohe Mietpreise und Verkaufsflächen-Vollvermietung ohne Leerstände weisen auf die Bedeutung des Westenhellwegs als überregionale Einkaufsstraße hin.

## Geschichte

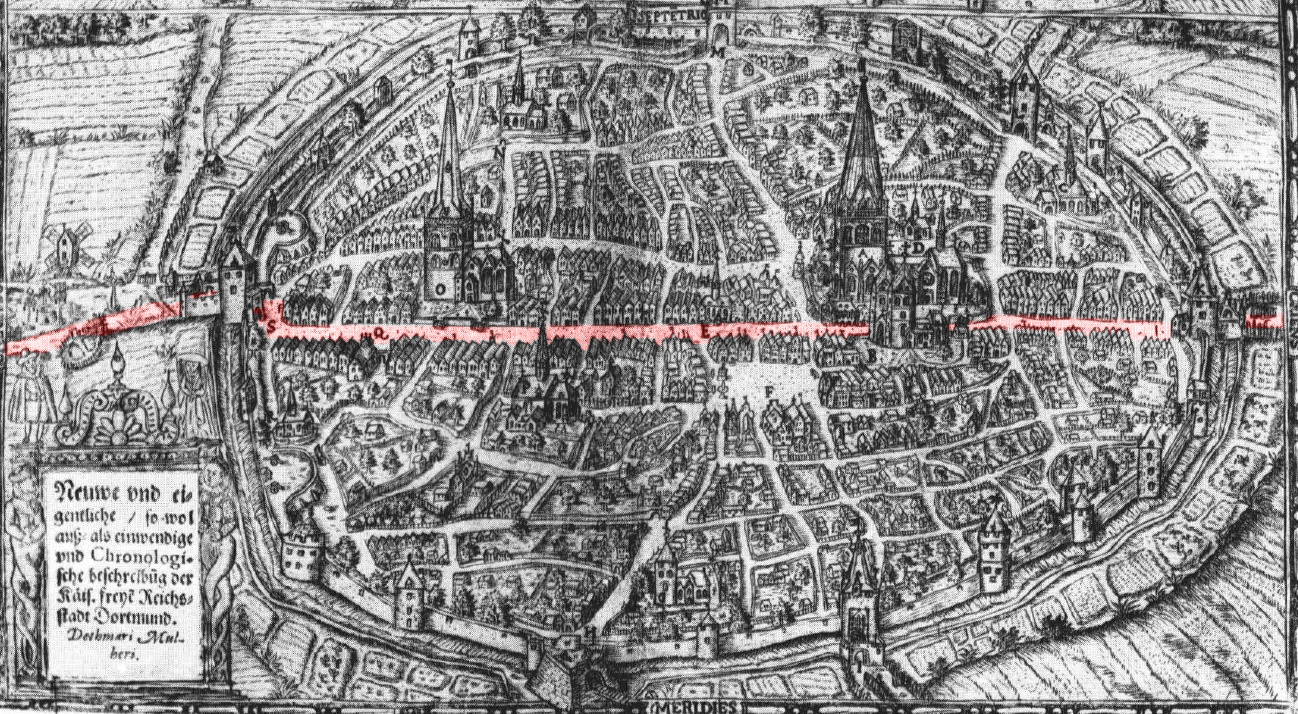
Der Hellweg (rot markiert) in Dortmund um 1610 auf dem Plan von Detmar Mulher

Der Westenhellweg um 1908; linke Seite die Corso-Passage, Bildmitte das Vehoff Haus

Der Westenhellweg um 1900, Blick von der Petrikirche in Richtung Westentor, ehemaliger Körnerplatz

Die Bezeichnung Hellweg wird unter anderem als „lichter, breiter Weg“ gedeutet. Der Westfälische Hellweg ist der bekannteste Hellweg in Nordrhein-Westfalen. Es handelt sich um eine über 5000 Jahre alte aus vorrömisch-germanischer Zeit stammende Verbindung vom Rhein bei Alt-Homberg über Duisburg, Essen, Dortmund, Unna, Werl, Soest, Erwitte, Geseke, Salzkotten, Paderborn bis Corvey. Er war Teil einer via regia von Aachen bis Goslar und wurde schon von Ptolemäus erwähnt.
Innerhalb des historischen Stadtkerns Dortmunds hat sich der alte Hellweg bis heute als Einkaufsstraße erhalten. Dort trägt die im Mittelalter so bedeutende Straße die Namen Osten- und Westenhellweg als Achse zwischen dem historischen Ostentor und dem Westentor. Die gleichen Straßenbezeichnungen finden sich auch in anderen Städten wie Soest, Paderborn und Geseke. In allen Fällen geben die Bezeichnungen die geografische Ausrichtung des Straßenverlaufs von den Stadtzentren wieder. Während in Dortmund so die Richtungen vom zentralen Punkt im Inneren der historischen Stadt an der Reinoldikirche charakterisiert werden, ist es in Soest der Straßenverlauf vor den Toren der mittelalterlichen Stadt, der Westenhellweg vor den alten Wallanlagen am Jakobitor und der Ostenhellweg vor dem Thomätor.
Vor den Toren des alten Dortmunds lässt sich die Straße anhand ihrer Bezeichnung leicht weiter verfolgen. Je nach Stadtteil erscheint sie seit dem 14. Jahrhundert als Kombination des Orts- und des historischen Wegnamens, in Dorstfeld daher Dorstfelder Hellweg, als Dorstfelder Helewege bereits 1345 urkundlich erwähnt. Östlich der Innenstadt heißt der alte Hellwegverlauf heute im ersten Abschnitt Kaiserstraße in Erinnerung an den prachtvollen Einzug des Kaisers Karl IV. 1377 in die Reichsstadt. Im weiteren Verlauf findet sich dann wieder die Verbindung aus Ort und Hellweg, also Körner, Wambeler, 1376 als Hylewege bi Wanemale genannt, Brackeler, Asselner und anschließend Wickeder Hellweg, weiter nach Osten schließlich jenseits der heutigen Dortmunder Grenze Massener Hellweg auf dem Stadtgebiet von Unna. Die genannten Dortmunder Stadtteile waren ehemals kleine mehr oder minder eigenständige Orte entlang der Straße. Körne und Wambel lagen dabei noch auf dem Territorium der Grafschaft Dortmund, Brackel und Asseln bereits außerhalb.

## Bedeutung und Lage

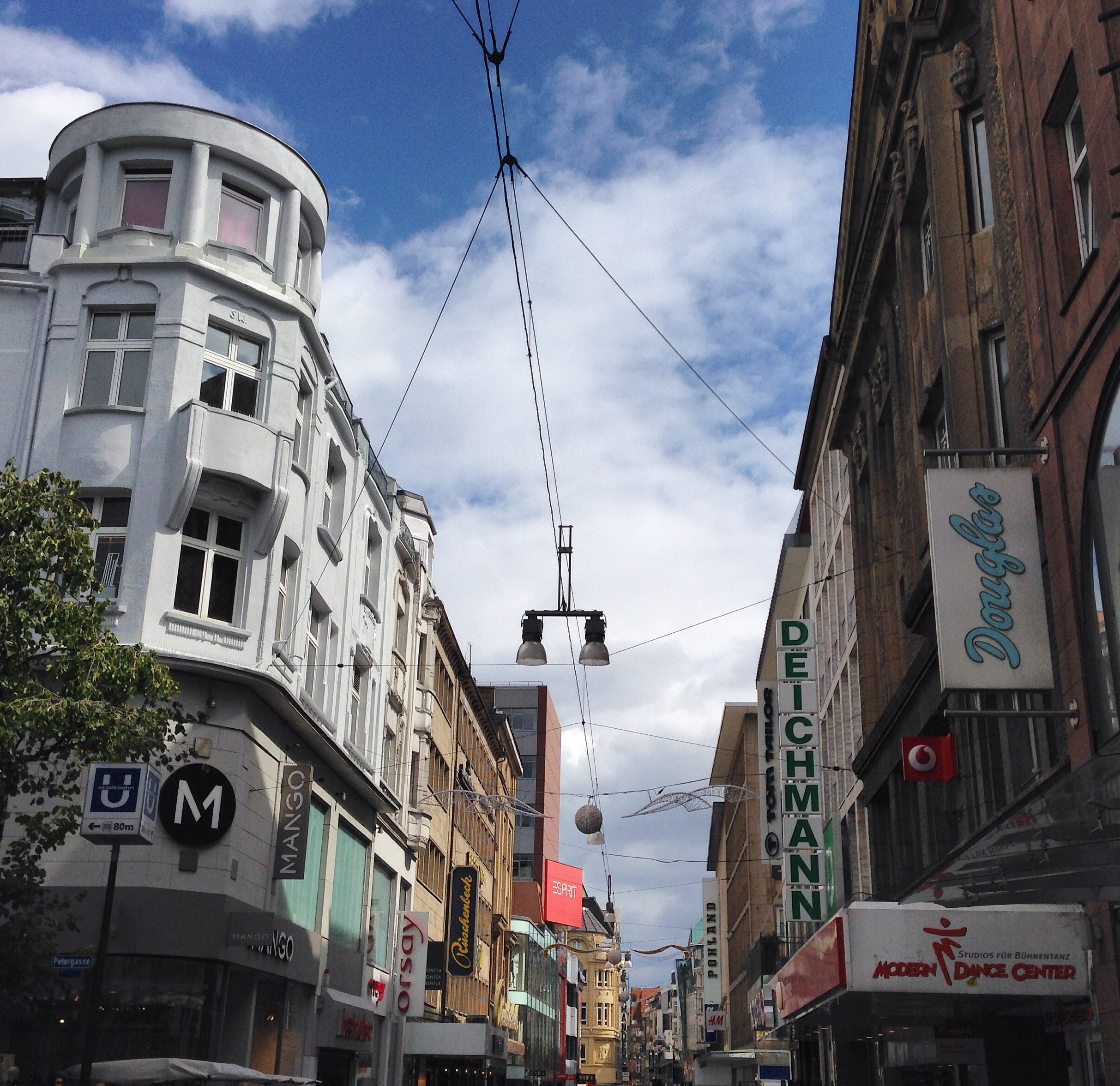
Westenhellweg bei der Haltestelle Kampstraße

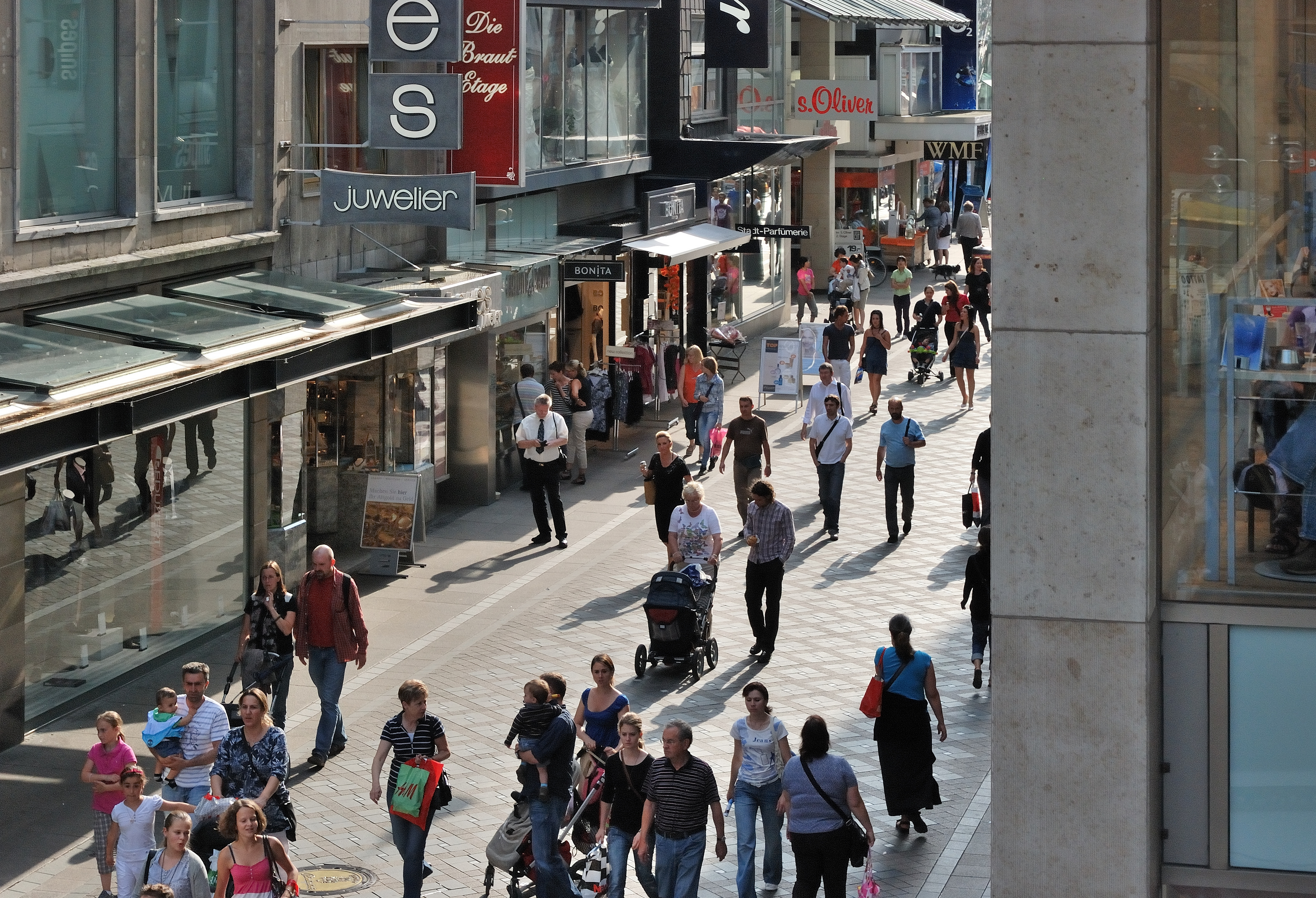
Westenhellweg in Richtung Ostenhellweg

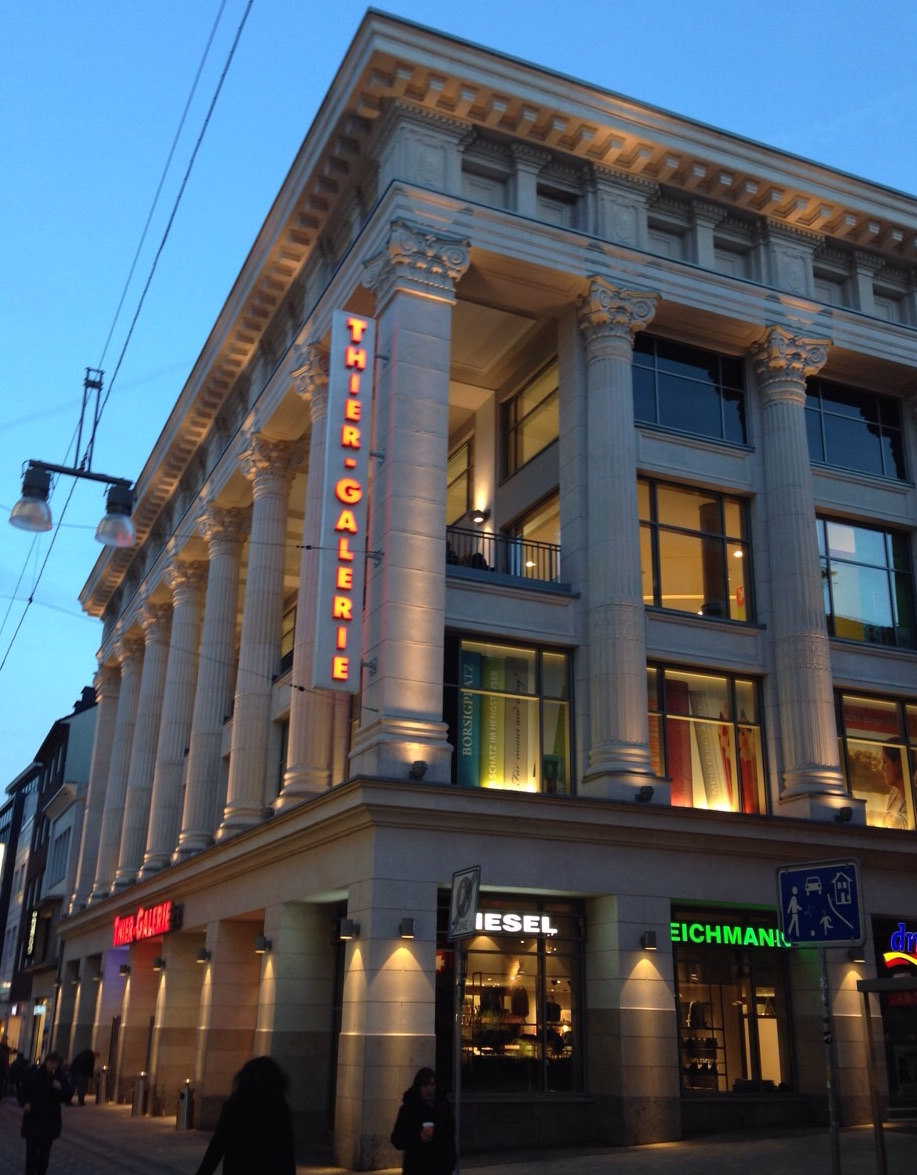
Thier-Galerie, Eingang am oberen Westenhellweg

Der Westenhellweg beginnt nahe der Reinoldikirche, wo die Betenstraße zum Alten Markt führt, und erstreckt sich als Fußgängerzone etwa einen Kilometer Richtung Westen. In östlicher Richtung verlängert diese sich in den Ostenhellweg. An der Petrikirche öffnet sich der Westenhellweg über die Katharinentreppe zum Dortmunder Hauptbahnhof.
Im Zuge des Wiederaufbaus nach dem Zweiten Weltkrieg, in dem die Innenstadt wesentlich zerstört worden war, wurde die Querverbindung Ostenhellweg/Westenhellweg wesentlich durch die 80 Meter nördlich dazu liegende Querung Brüderweg – Friedhof – Kampstraße entlastet. Der Westenhellweg wurde daraufhin am 8. Oktober 1964 durch Bürgermeister Ewald Sprave als erste Fußgängerzone Dortmunds eingeweiht.
Seit Beginn der Messung der Passantenströme im Jahre 1999 durch Jones Lang LaSalle gehört der Westenhellweg zu den meistfrequentierten Einkaufsstraßen Deutschlands, zuletzt vor Düsseldorf auf Platz 6.

## Geschäfte

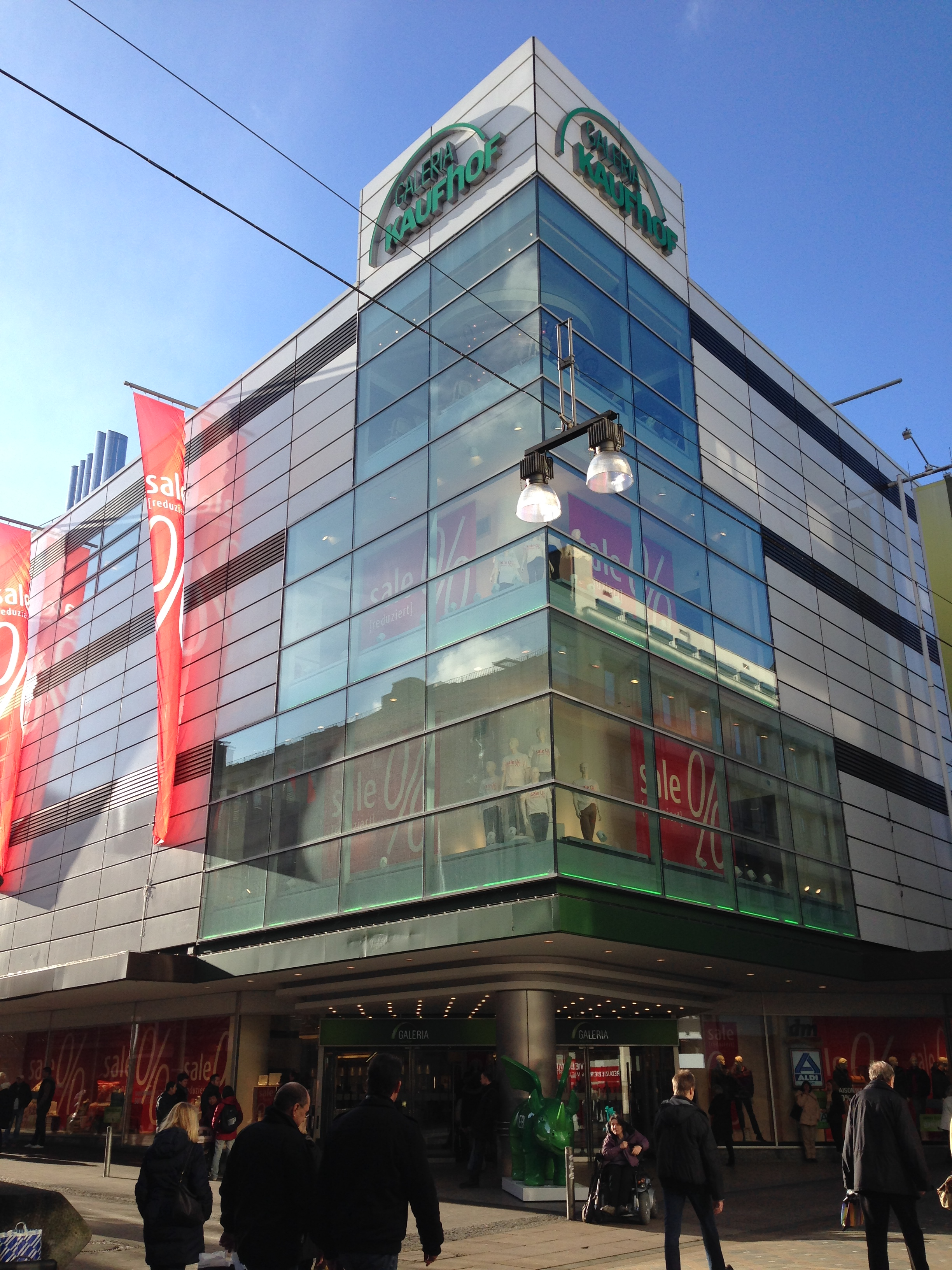
Galeria Kaufhof-Haus

### Ladenmieten
Dieses hohe Besucheraufkommen hat sich auf die Ladenmieten ausgewirkt, die hier bei circa 250 Euro/m² liegen. Wegen der hohen Mieten haben sich umsatzintensive Geschäfte, häufig auf Franchising-Basis, angesiedelt und Fachgeschäfte weitgehend verdrängt. Bekannte Modeketten (Zara, H&M, New Yorker), Parfümerien (Douglas), Gastronomie (Fastfood-Ketten), Drogerien (Müller und dm) oder Elektronik-Märkte (Saturn) sind zahlreich vertreten. Neben Warenhäusern und Kaufhäusern unterschiedlichster Größenordnung gibt es auf dem Westenhellweg Schuh- und Bekleidungsgeschäfte, Optiker, Sportartikel- und Multimediageschäfte sowie Buchläden (u. a. Thalia Bücher) und Juweliere. Die üblichen Bekleidungsfilialisten reihen sich an exklusive Modeboutiquen oder „No-Name-Läden“.

### Gastronomie
In letzter Zeit gibt es vermehrt Gastronomie am Westenhellweg, bestehend aus Fastfood-Restaurants wie die Kette Five Guys oder das frittenwerk.

### Außengastronomie
Wegen der geringen Straßenbreite von lediglich zehn Metern und der unablässig in beide Richtungen strömenden Menschen befindet sich Außengastronomie am Friedensplatz, Hansaplatz, am Alten Markt und in den Nebenstraßen sowie auf den Kirchplätzen der Petri- und der Reinoldikirche.

### Neubauten und -eröffnungen
Viele Neubauten und umfassende Fassadenneugestaltungen haben die architektonische Qualität in den letzten Jahren erheblich verbessert. Das größte Bauprojekt der letzten Jahre war hierbei der Bau der Thier-Galerie mit 160 Läden auf einer Verkaufsfläche von über 33.000 Quadratmetern (einschließlich 5.500 Quadratmeter für Büros und Praxen).
In Zukunft eröffnen weitere bekannte Modeketten wie Sephora in Dortmund.

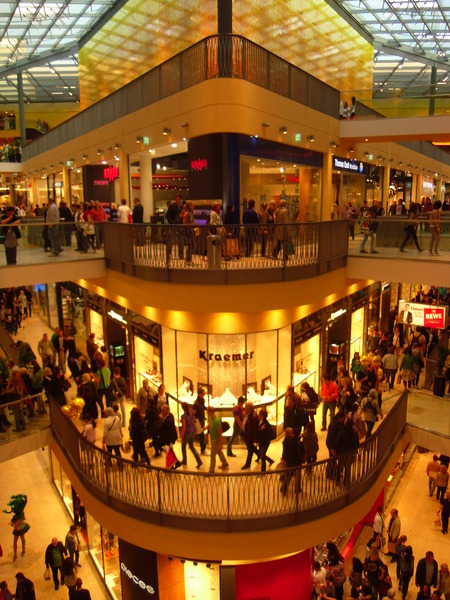
Blick in die Thier-Galerie

## Bauwerke

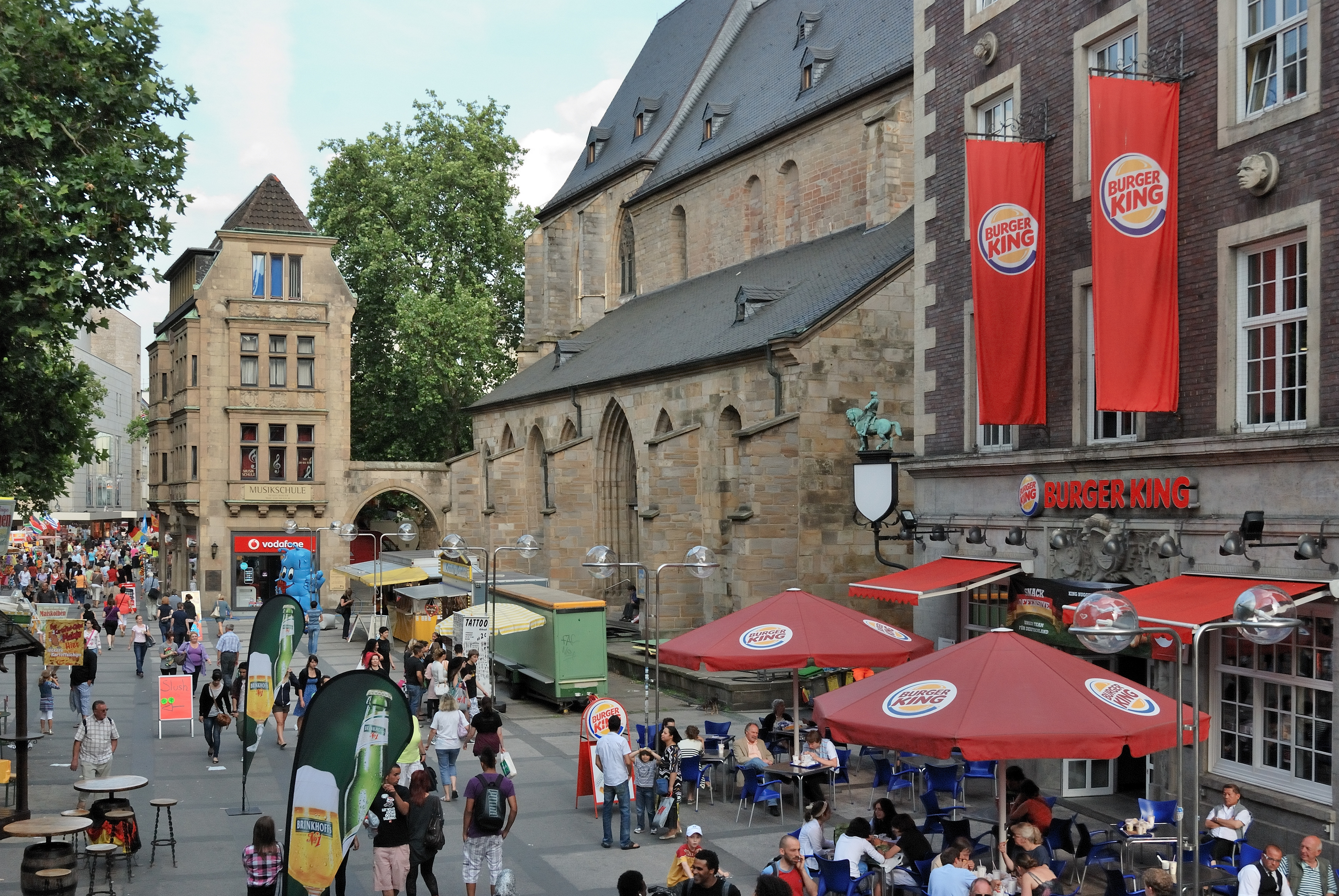
Geschäftshäuser am Westenhellweg, Ecke Ostenhellweg

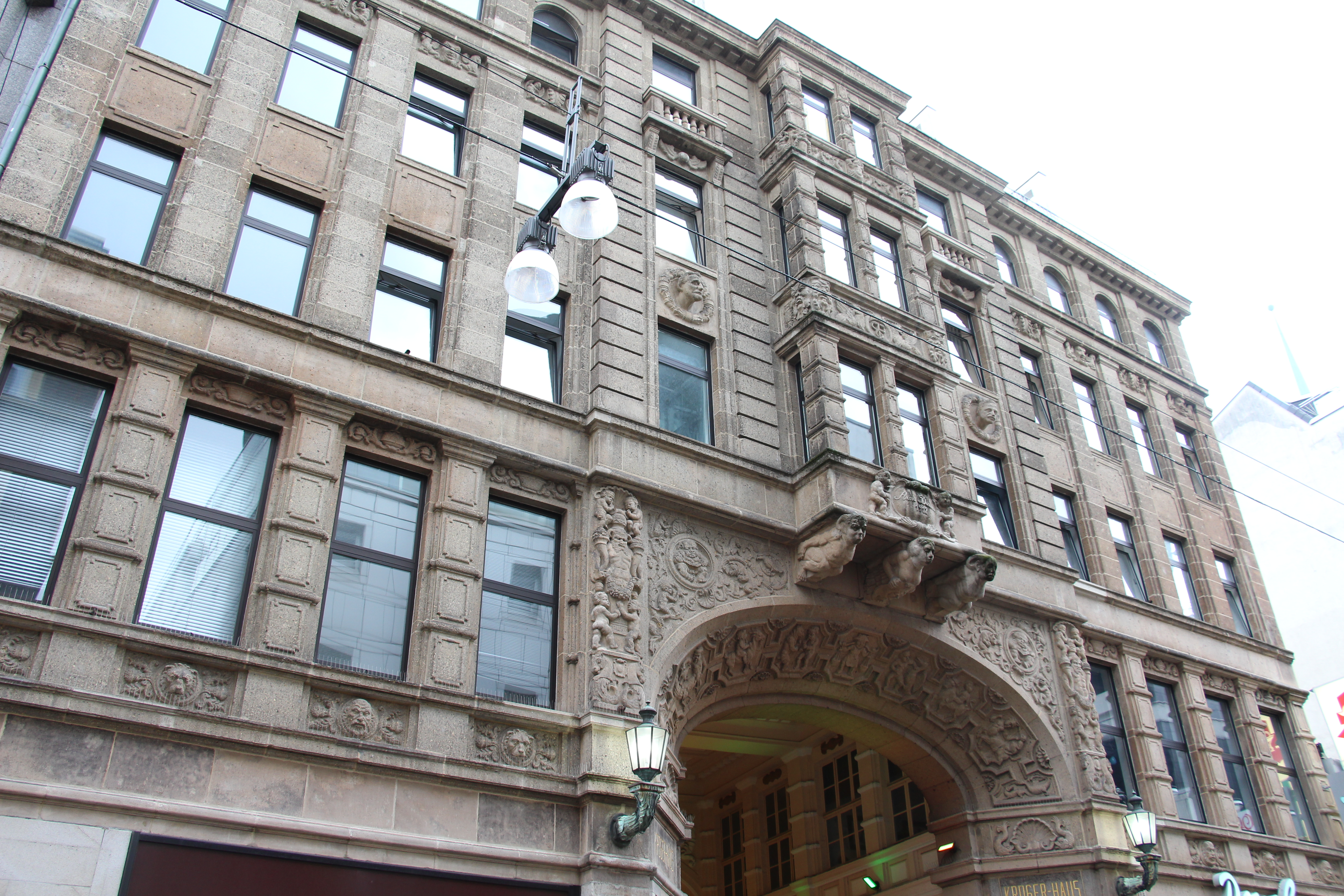
Krüger-Haus von außen

Direkt am Westenhellweg befinden sich das Krügerhaus mit der abzweigenden Krügerpassage, das Karstadthaus (ehemaliges Kaufhaus Althoff) und die Petrikirche. Die Petrikirche ist das einzige noch erhaltene mittelalterliche Gebäude an dieser Straße. Die Reinoldikirche befindet sich zwischen Westen- und Ostenhellweg. In reichsstädtischer Zeit befanden sich viele städtische Institutionen am Hellweg, darunter das Hospital zum Heiligen Geist (Westenhellweg 9, Abbruch 1911), das neue Gasthaus (Westenhellweg 108, Abbruch 1907), das Sechsgildenhaus (Westenhellweg 1, Abbruch 1846) und das aus zwei Gebäuden bestehende Stadtweinhaus (Westenhellweg 3, Abbruch 1787).

## Verkehr
Der Westenhellweg ist eine Fußgängerzone und darf von Kraftfahrzeugen nur zur Anlieferung in den Nacht- und Vormittagsstunden befahren werden.
Durch mehrere unterirdische Stationen sämtlicher Stadtbahnlinien in der unmittelbaren Nähe ist der Westenhellweg gut erreichbar. Die beiden bekanntesten U-Bahn-Stationen sind „Reinoldikirche“ und „Kampstraße“, die zentral liegen; die Haltestelle Stadtgarten führt über den Friedensplatz zum Westenhellweg.

## Bekanntheitsgrad
Der Westenhellweg ist als „Flaniermeile“ sehr bekannt und zieht die Menschen aus der Region sowie weit darüber hinaus an. Im Ausland ist er vor allem in den Niederlanden und in Belgien sehr beliebt. In der Weihnachtszeit rollen ganze Busgesellschaften an, um den Dortmunder Weihnachtsmarkt mit dem größten Weihnachtsbaum der Welt zu besuchen und zu shoppen. In England wird für den Westenhellweg geworben, so stellt u. a. easyJet die „Dortmunder Prachtmeile“ heraus und bietet Flüge nach Dortmund an.

## Aktuell
Der Westenhellweg ist weiter auf Wachstumskurs. Vor kurzer Zeit wurden das Mayersche und das Esprit-Haus umfassend erweitert. Direkt nebenan entstand ein Neubau, der das Unternehmen Zara beherbergt.